# Eustomias brevibarbatus
Eustomias brevibarbatus es una especie de pez de la familia Stomiidae en el orden de los Stomiiformes.

## Morfología
• Los machos pueden llegar alcanzar los 14,9 cm de longitud total.

## Hábitat
Es un pez de mar y de aguas profundas que vive hasta 2.000 m de profundidad.

## Distribución geográfica
Se encuentra en las Antillas y el Atlántico.
oriental